# Provincia de Talca
Talca es una provincia chilena, en la zona central del país y parte de la Región del Maule. Su capital es la ciudad de Talca.

## Historia
Durante los años 1970, ya en el siglo XX, ocurre un cambio en la división política-administrativa del país, con la creación de las regiones. Se crea la Región del Maule, a partir de las provincias de Curicó, Linares, Maule y Talca. La Región del Maule, que da compuesta por las provincias de Curicó, Linares y Talca, a las que se le suma posteriormente, la Provincia de Cauquenes. La región es regida por un intendente, y la provincia es regida por un gobernador. Se reforma el nivel provincial y el nivel comunal. Se suprimen los departamentos y distritos (estos últimos actualmente se utilizan por el INE como distritos censales para efectos de los censos).

## Economía
En 2018, la cantidad de empresas registradas en la provincia de Talca fue de 9728. El Índice de Complejidad Económica (ECI) en el mismo año fue de 0,97, mientras que las actividades económicas con mayor índice de Ventaja Comparativa Revelada (RCA) fueron Reciclaje de Vidrio (90,84), Extracción de Minerales de Uranio y Torio (90,84) y Servicios de Control de Incendios Forestales (44,68).

## Comunas
La provincia de Talca está integrada por las siguientes 10 comunas:
- Constitución
- Curepto
- Empedrado
- Maule
- Pelarco
- Pencahue
- Río Claro
- San Clemente
- San Rafael
- Talca

## Autoridades
Las autoridades son nombradas directamente por el presidente de la República y se mantienen en su cargo mientras cuenten con su confianza.

### Gobernador provincial (1990-2021)

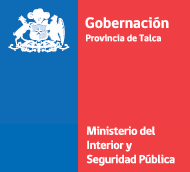
Logotipo de la Gobernación de la Provincia de Talca hasta 2021.

Los siguientes fueron los gobernadores provinciales de Parinacota.
| Gobernador(a)               | Partido | Partido | Inicio                  | Final                   | Presidente(a) | Presidente(a)           |
| --------------------------- | ------- | ------- | ----------------------- | ----------------------- | ------------- | ----------------------- |
| Homero Gutiérrez Román      |         | PDC     | 11 de marzo de 1990     | 1992                    |               | Patricio Aylwin         |
| Emilia del Picó Fiedler     |         | PDC     | 1992                    | 11 de marzo de 1994     |               | Patricio Aylwin         |
| Jorge Navarrete Bustamante  |         | PDC     | 11 de marzo de 1994     | 11 de marzo de 2000     |               | Eduardo Frei Ruíz-Tagle |
| Jaime Hermosilla Arévalo    |         | PPD     | 11 de marzo de 2000     | 2002                    |               | Ricardo Lagos           |
| Pablo Meza Donoso           |         | PPD     | 2002                    | 15 de diciembre de 2004 |               | Ricardo Lagos           |
| Felipe Martínez Moyano      |         | PDC     | 15 de diciembre de 2004 | 11 de marzo de 2006     |               | Ricardo Lagos           |
| María Elena Villagrán       |         | PDC     | 11 de marzo de 2006     | 2009                    |               | Michelle Bachelet       |
| Roberto Gómez Marchant (s)  |         | Ind.    | 2009                    | 11 de marzo de 2010     |               | Michelle Bachelet       |
| José Antonio Arellano Lynch |         | RN      | 11 de marzo de 2010     | 15 de noviembre de 2012 |               | Sebastián Piñera        |
| Gonzalo Montero Viveros     |         | RN      | 17 de diciembre de 2012 | 15 de agosto de 2013    |               | Sebastián Piñera        |
| José Antonio Arellano Lynch |         | RN      | 27 de agosto de 2013    | 11 de marzo de 2014     |               | Sebastián Piñera        |
| Oscar Vega Gutiérrez        |         | IC      | 11 de marzo de 2014     | 10 de noviembre de 2016 |               | Michelle Bachelet       |
| Julio Leppe Rozas           |         | IC      | 10 de noviembre de 2016 | 11 de marzo de 2018     |               | Michelle Bachelet       |
| Felipe Donoso Castro        |         | UDI     | 11 de marzo de 2018     | 20 de noviembre de 2020 |               | Sebastián Piñera        |
| Jaime Suárez Parra          |         | Ind.    | 20 de noviembre de 2020 | 14 de julio de 2021     |               | Sebastián Piñera        |

### Delegado presidencial provincial (Desde 2021)
Actualmente la provincia de Talca no posee un delegado presidencial provincial. Con la nueva ley de descentralización, las gobernaciones de las capitales regionales se extinguen junto con las intendencias, generando una fusión en sus equipos de trabajo, pasando a conformar la Delegación Presidencial Regional, a cargo del Delegado presidencial regional del Maule. Por lo cual no existe una Delegación presidencial provincial de Talca.